# Julia Flavia
Julia Flavia (13 de septiembre de 64-91) fue la única hija del emperador Tito, fruto de su segundo matrimonio con Marcia Furnila.

## Infancia
Sus padres se divorciaron cuando ella era niña, debido a que la familia de su madre había contactado con los enemigos del emperador Nerón. En el año 65, después del fracaso de la conspiración de Cayo Calpurnio Pisón, la familia de Marcia Furnila cayó en desgracia. El padre de Julia, Tito, consideró que no deseaba ninguna conexión con potenciales conspiradores, y liquidó su matrimonio con Marcia. Julia fue educada por su padre en Roma. Cuando Tito conquistó Jerusalén en la primera guerra judeo-romana, ella tenía seis años.

## Juventud
Tito la ofreció en matrimonio a su hermano Domiciano, pero este rehusó, porque por entonces estaba enamorado de Domicia Longina, con la que se casó. Más tarde, Julia se casó con Tito Flavio Sabino, cónsul en 82, aunque para entonces, había sido seducida por su tío Domiciano.

## Adulterio
Cuando murieron su padre y su marido, según Dión Casio:

Domiciano vivió con ella como marido y mujer, haciendo pocos esfuerzos por disimular
Dión Casio,Historia de Roma,LXVII,67.3

Luego, atendiendo a las demandas del pueblo, Domiciano se reconcilió con Domicia, pero a pesar de ello, continuó su relación con Julia. Habiendo quedado encinta de esta relación, Julia murió de lo que, según rumores no confirmados, habría sido un aborto provocado. Fue deificada, y sus cenizas fueron más tarde, mezcladas secretamente con las de Domiciano por una nodriza en el Templo de los Flavio.